# Julius Friedrich Willy Frerk
Julius Friedrich Willy Frerk jun. (* 18. Dezember 1886 in Hannover; † 29. Januar 1960 in London) war ein deutsch-britischer Publizist und Schriftsteller.

## Leben
Frerk, Sohn von Willy Frerk, Redakteur des Hannoverschen Anzeigers, studierte von 1907 bis 1910 an den Universitäten Göttingen, München, Kiel, Freiburg und Greifswald. Er unternahm zahlreiche längere Reisen in Europa, Nordafrika und der Türkei und belieferte ausländische Zeitschriften mit Beiträgen. Frerk übersetzte aus mehreren europäischen Sprachen und schrieb selbst Romane und Erzählungen.
Er arbeitete als Chefredakteur in Greifswald, Dortmund und Hannover und übernahm schließlich die Leitung der populären Zeitschriften Photofreund und Photowoche in Berlin. Mit seinen zahlreichen Büchern spielte Frerk bei der Öffnung der technischen Medien für Amateure, insbesondere von Fotografie, Film, Radio und Schallplatten, eine bedeutende Rolle.
Er war erst mit Käte Stern, dann mit Lisa Podszus verheiratet und hatte zwei Töchter. 1937 emigrierte er in die Tschechoslowakei, 1939 nach Großbritannien.

## Werke (Auswahl)
- Die Sportphotographie. Leipzig 1909
- Die Sommeschlacht. Kriegsplaudereien. Siegen 1916
- Der Siegeszug durch Rumänien. Siegen, Leipzig 1917
- Blutrache. Berlin, Leipzig 1918
- Uwe Jörgensens Kinder. Originalroman. Berlin o. J. (1921)
- Der Kino-Amateur. Ein Lehr- und Nachschlagebuch. Berlin o. J. (1926)
- Lichtbildkunde. 2 Bände. Berlin 1927, 1931
- Frühlingsfahrt. Kreuz und quer durch Atlantik und Mittelmeer. Berlin 1928
- Fern-Empfang. Die moderne ideale Radio-Anlage. 5. Auflage Berlin 1930
- Der Schmalfilmer. 2. Auflage Berlin 1931
- Selbstaufnahme von Schallplatten. Berlin 1932
- Gehen – Sehen – Drehen. Das Schmalfilm-Handbuch für Freunde der 'Siemens-Kino-Kamera'. Berlin 1935
- Cruisung with a camera. Phototips for sea and shore. London 1939 (mit O. Blakeston)
- All about Focusing and your Camera. Zahlreiche Ausgaben ab 1940
- All about Flash Photography and your Camera. Zahlreiche Ausgaben ab 1952

als Herausgeber:
- Photofreund-Jahrbuch
- Photofreund-Bücherei
- Jahrbuch des Kino-Amateurs

Übersetzungen:
- o. Vf.: The Rollei Book. 6. Auflage, Seebruck am Chiemsee 1954
- Otto R. Croÿ: Films and Filters. Vaduz 1956
- Hans Windisch: The Manual of Modern Photography. Vaduz 1956